# Concerto per pianoforte e orchestra n. 1 (Rubinštejn)
Il Concerto per pianoforte e orchestra n. 1 in mi minore, Op. 25 di Anton Grigor'evič Rubinštejn, fu composto nel 1850.

## Storia della composizione
Il concerto fu composto nel 1850 e costituì il quarto tentativo di Anton Rubinštejn di scrivere un concerto per pianoforte, dopo due abbozzi del 1849 andati perduti ed un terzo dello stesso anno, poi trasformato nell'ottetto per pianoforte, Op. 9. L'opera fu dedicata ad Alexander Villoing, il più importante insegnante di pianoforte del compositore. Il concerto fu eseguito per la prima volta dallo stesso Rubinštejn il 9 maggio 1850, in occasione di un concerto a Mosca.